# Hellsingland Underground
Hellsingland Underground är ett svenskt rockband med rötterna i blues, folk och klassisk hårdrock som existerat sedan 2006. De har släppt 4 fullängdsskivor varav den andra Madness & Grace (2010) debuterade på Sverigetopplistans sjätteplats. De har turnerat flitigt i mestadels Sverige och Tyskland. Med släppet av fjärde skivan Understanding Gravity, kom bandet upp på förstaplats på Sverigetopplistans vinylförsäljning.

## Historik
Hellsingland Underground bildades sommaren 2006 av Charlie Granberg i samband med dennes återkomst till födelseorten Ljusdal, efter en längre tid i Stockholm. Han rekryterade snabbt sina vänner gitarristen Mats Olsson och trummisen Patrik Jansson från bandet Maryslim. Basisten Martin Karlsson från bandet Sideburn träffade Charlie på en fest. Patrik Jansson tog in keyboardisten Mathias Stenson, och Mats Olsson tog in sin barndomsvän Peter Henriksson. Debutalbumet, som hette kort och gott Hellsingland Underground, släpptes i mars 2008. Uppföljaren Madness & Grace kom ut i maj 2010 och debuterade på Sverigetopplistan på plats #6.
I mars 2011 spelade de in en hel konsert för den legendariska tv-showen Rockpalast som sänds på tyska WDR, vilket följdes av tyska festival och klubbspelningar. Strax därpå ersattes keyboardisten Mathias Stenson av Henning Winnberg, som tidigare spelat med Veronica Maggio m.fl.
Hösten 2012 släpptes bandets tredje skiva Evil Will Prevail
Våren 2015 lämnade Henning Winnberg gruppen och ersattes av Thomas Pettersson.
Våren 2016 släpptes bandets fjärde skiva Understanding Gravity, som gick upp på förstaplats på Sverigetopplistans vinylförsäljning.
Augusti 2019 släppte bandet sin femte skiva A Hundred Years Is Nothing.
I november 2022 kom bandets sjätte skiva, Endless Optimism.

## Medlemmar

### Nuvarande medlemmar
- Charlie Granberg – sång (2006–idag)
- Jerry Ask – gitarr, sång (2019–idag)
- Peter Henriksson – gitarr, sång (2006–idag)
- Martin Karlsson – basgitarr (2006–idag)
- Johan Gröndal – trummor (2021–idag)
- Thomas Pettersson – keyboard (2015–idag)

### Tidigare medlemmar
- Mathias Stenson – keyboard (2006–2011)
- Henning Winnberg – keyboard (2011–2015)
- Mats Olsson - gitarr, sång (2006-2018)
- Patrik Jansson - trummor (2006-2020)

## Diskografi

### Studioalbum
- 2008 – Hellsingland Underground
- 2010 – Madness & Grace
- 2012 – Evil Will Prevail
- 2016 – Understand Gravity
- 2019 – A Hundred Years Is Nothing
- 2022 – Endless Optimism

### EP
- 2010 – Shuffle Day to Day EP

### Singlar
- 2008 – "Bad, Mean, Yellow & Green"
- 2019 – "Carnival beyond the hills"